# Auto van het Jaar

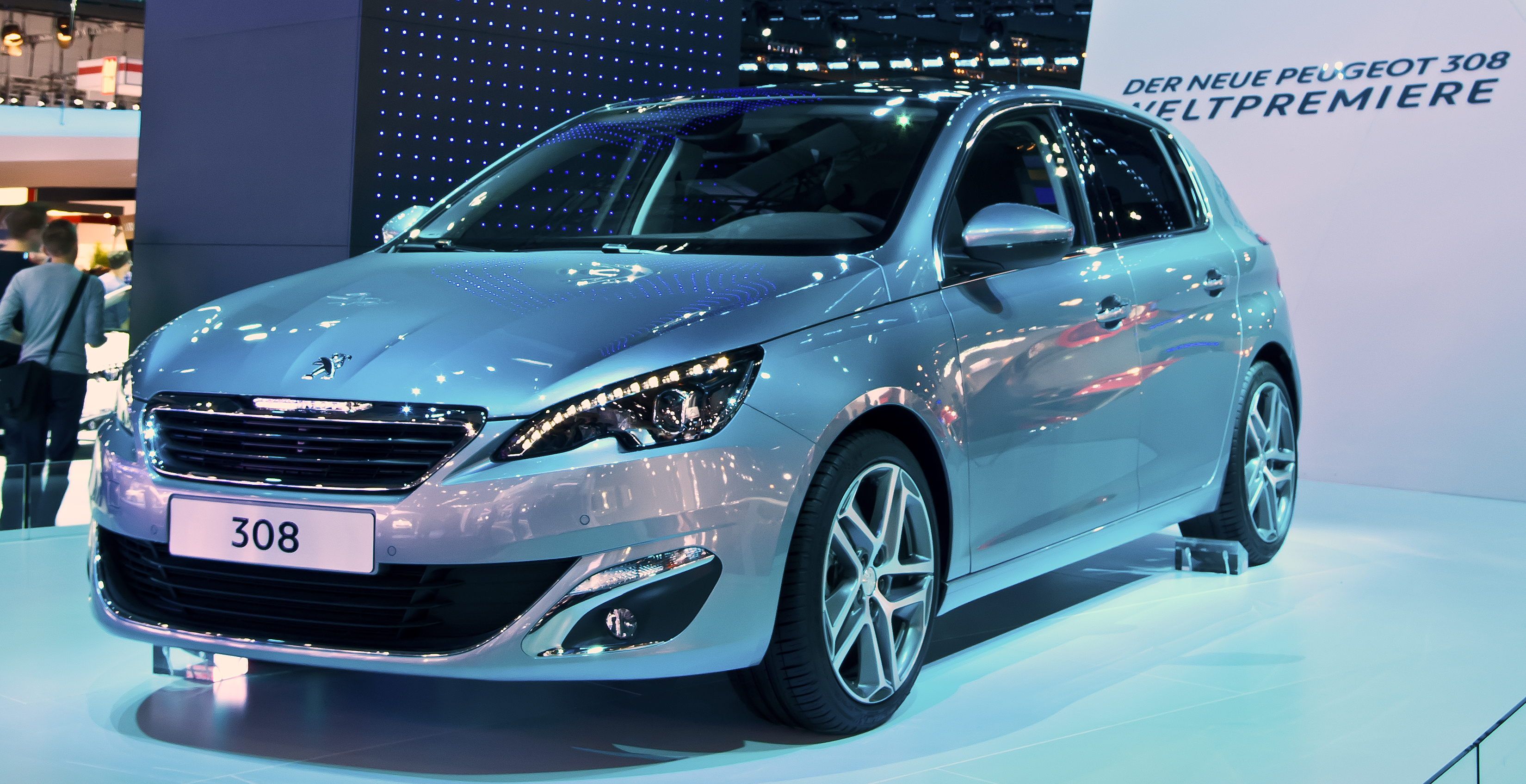
Auto van het Jaar 2014, de Peugeot 308

Auto van het Jaar (origineel: Car of the Year) is de verkiezing van de beste nieuwe auto volgens een aantal vooraanstaande, onafhankelijke autojournalisten uit Europa. De verkiezing was het idee van autojournalist Fred van der Vlugt. De eerste verkiezing vond plaats in 1964. De organisatie is in handen van zeven europese autobladen: Auto (Italië), Autocar (Verenigd Koninkrijk), Autopista (Spanje), Autovisie (Nederland), L'Automobile Magazine (Frankrijk), Stern (Duitsland) and Vi Bilägare (Zweden).
De jury bestaat uit 59 auto-journalisten uit 23 landen. De verdeling van het aantal juryleden per land is gebaseerd op de omvang van de auto(verkoop) markt en de autoproductie per land.
Er zijn geen categorieën of meerdere prijzen, er is slechts één prijs; Auto van het jaar.

## Regels
De auto moet zijn geïntroduceerd in de twaalf maanden voorafgaand aan de uitreiking van de prijs. De auto hoeft niet uit Europa te komen maar moet ten minste te koop zijn in vijf Europese landen en een minimale verwachte verkoop van vijfduizend stuks hebben.
Kandidaten worden beoordeeld op de volgende criteria: design, comfort, veiligheid, verbruik, rijeigenschappen, prestaties, functionaliteit, milieu belasting en de prijs.
Een shortlist van zeven auto's wordt gemaakt door te kiezen uit ongeveer 35 auto's, deze keuze wordt gemaakt door middel van een simpele stemronde. De keuze uit de zeven overgebleven auto's gaat als volgt; elk jurylid krijgt 25 punten te verdelen, hij/zij moet minimaal aan vijf auto's punten toekennen. Er mogen niet meer dan 10 punten per auto worden gegeven en ook mag er maar één de hoogste score per jurylid hebben.

## Uitslagen

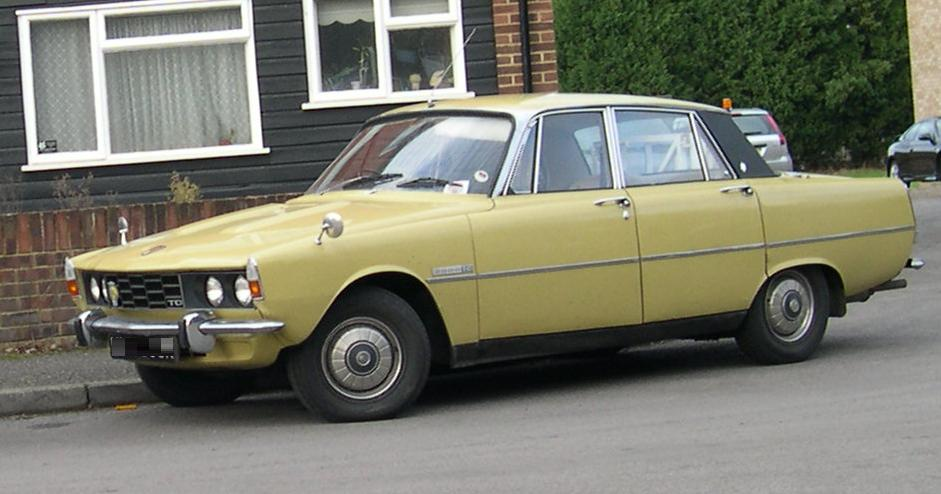
De eerste Auto van het Jaar, de Rover P6

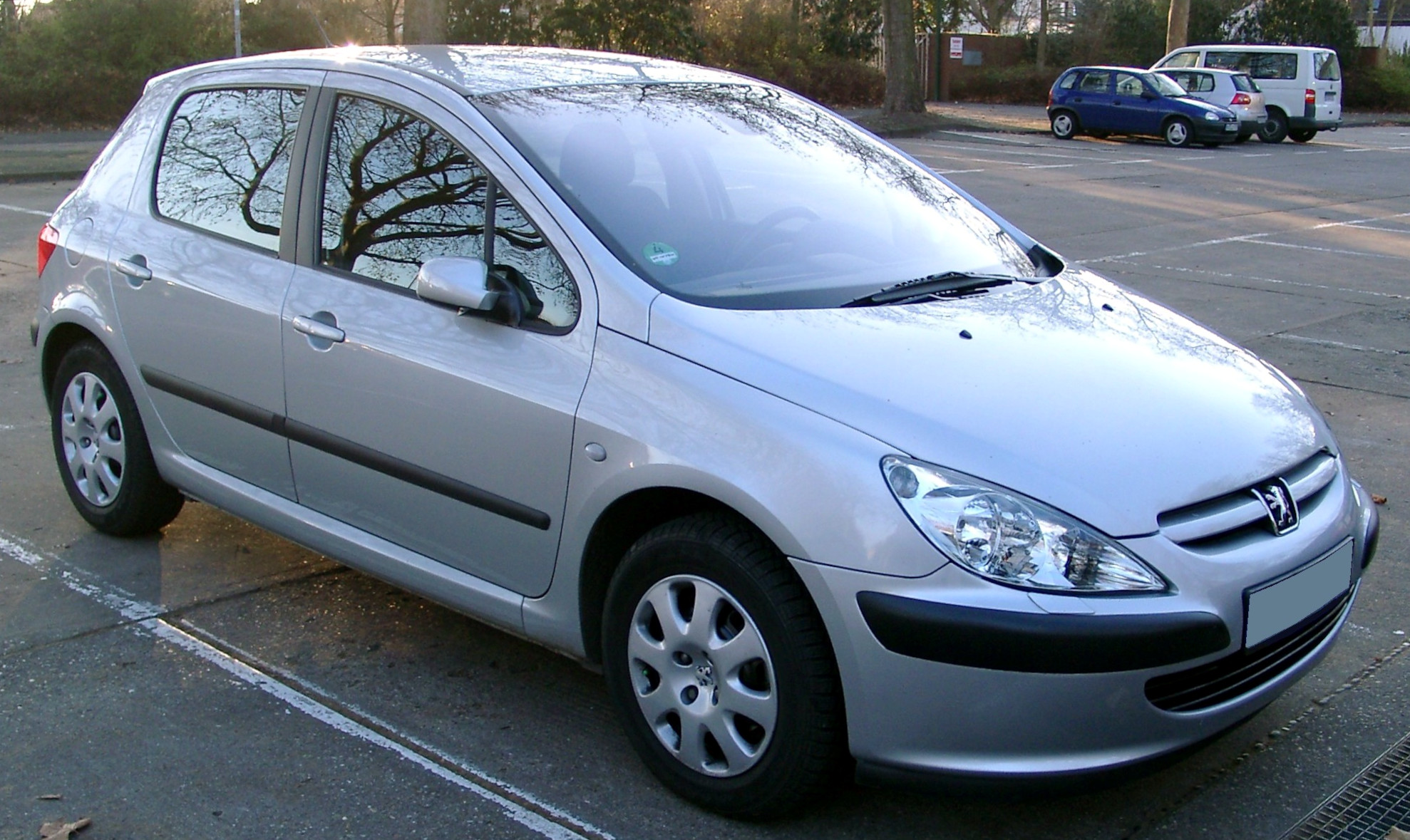
Auto van het Jaar 2002, de Peugeot 307

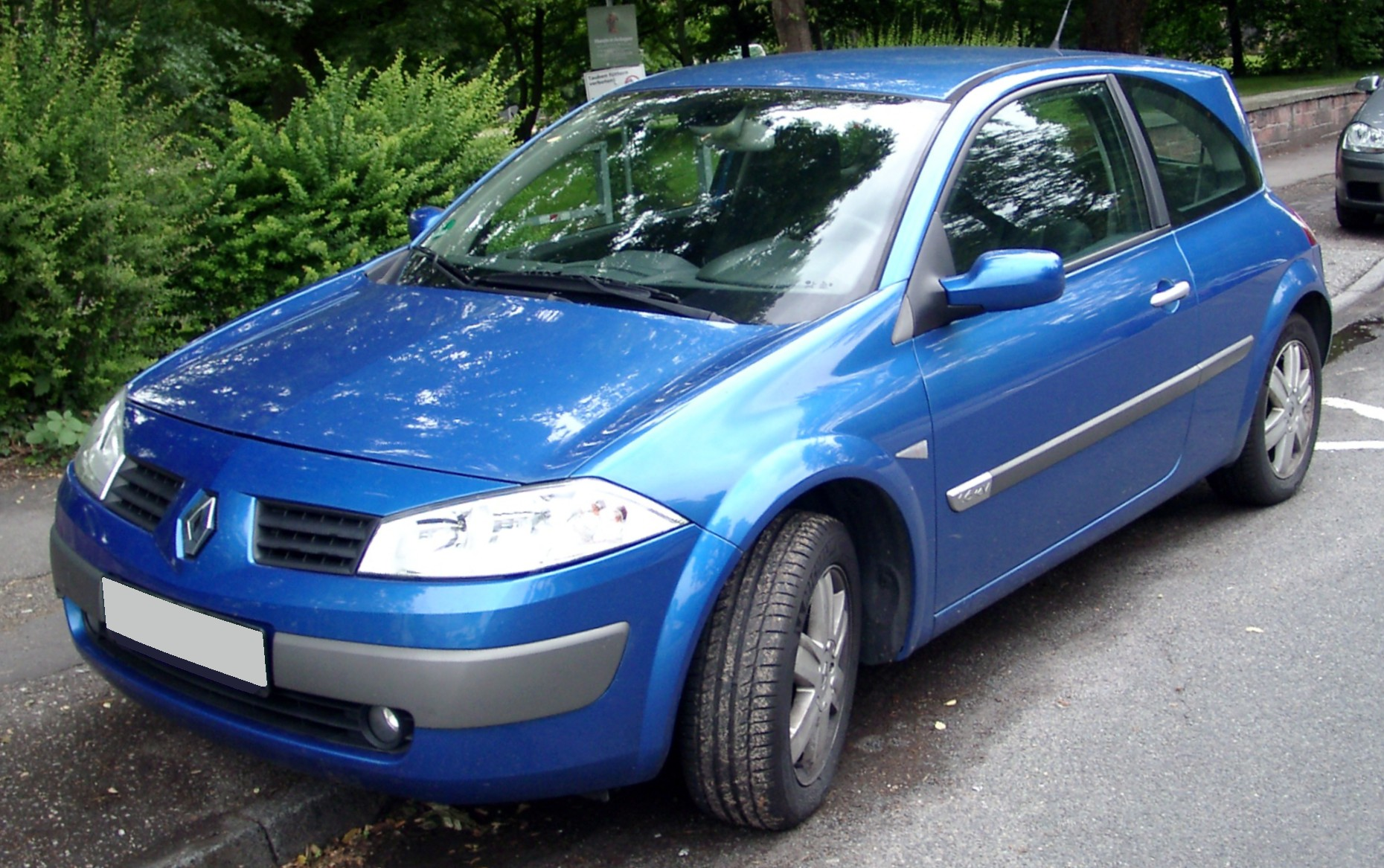
Auto van het Jaar 2003, de Renault Mégane

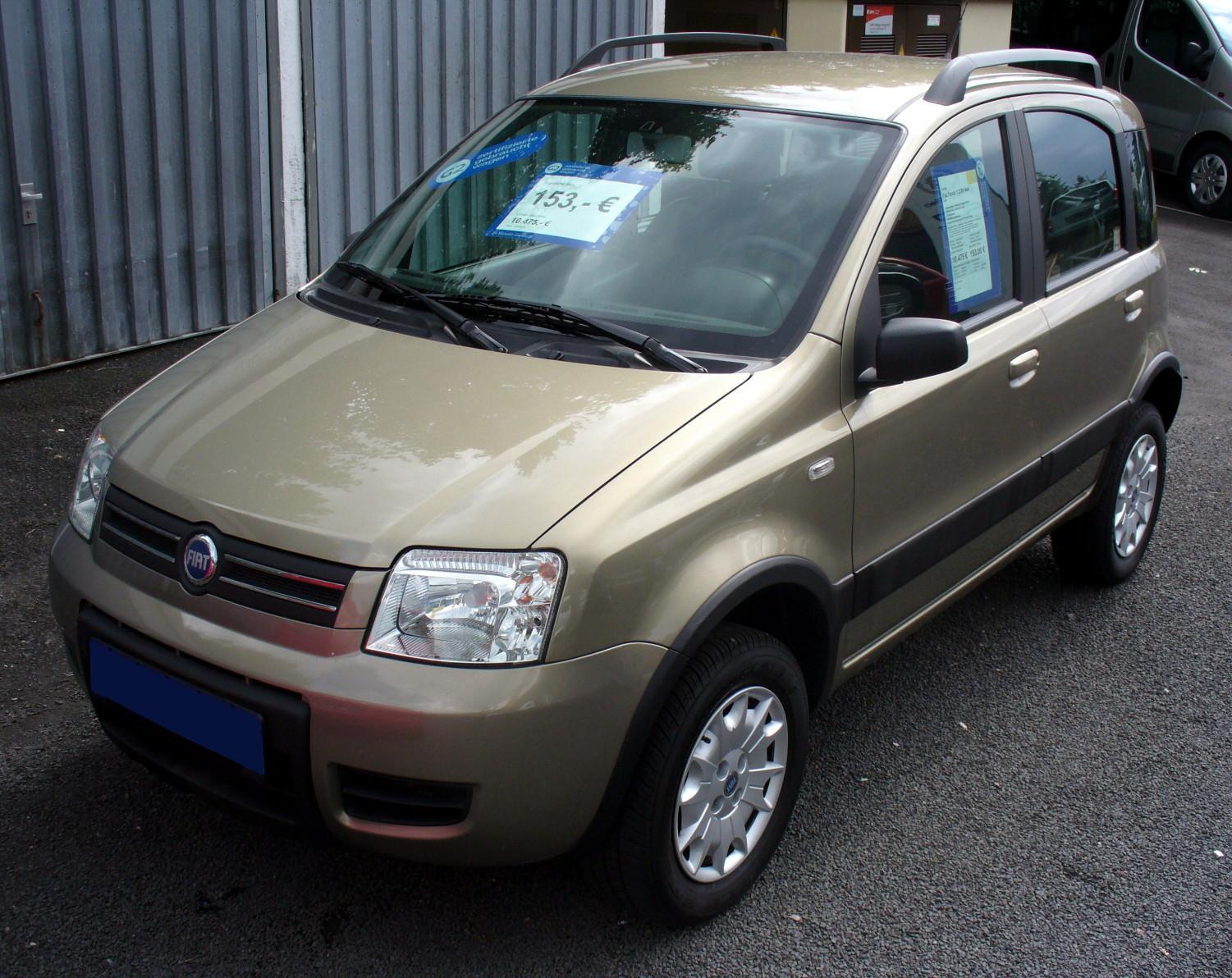
Auto van het Jaar 2004, de Fiat Panda

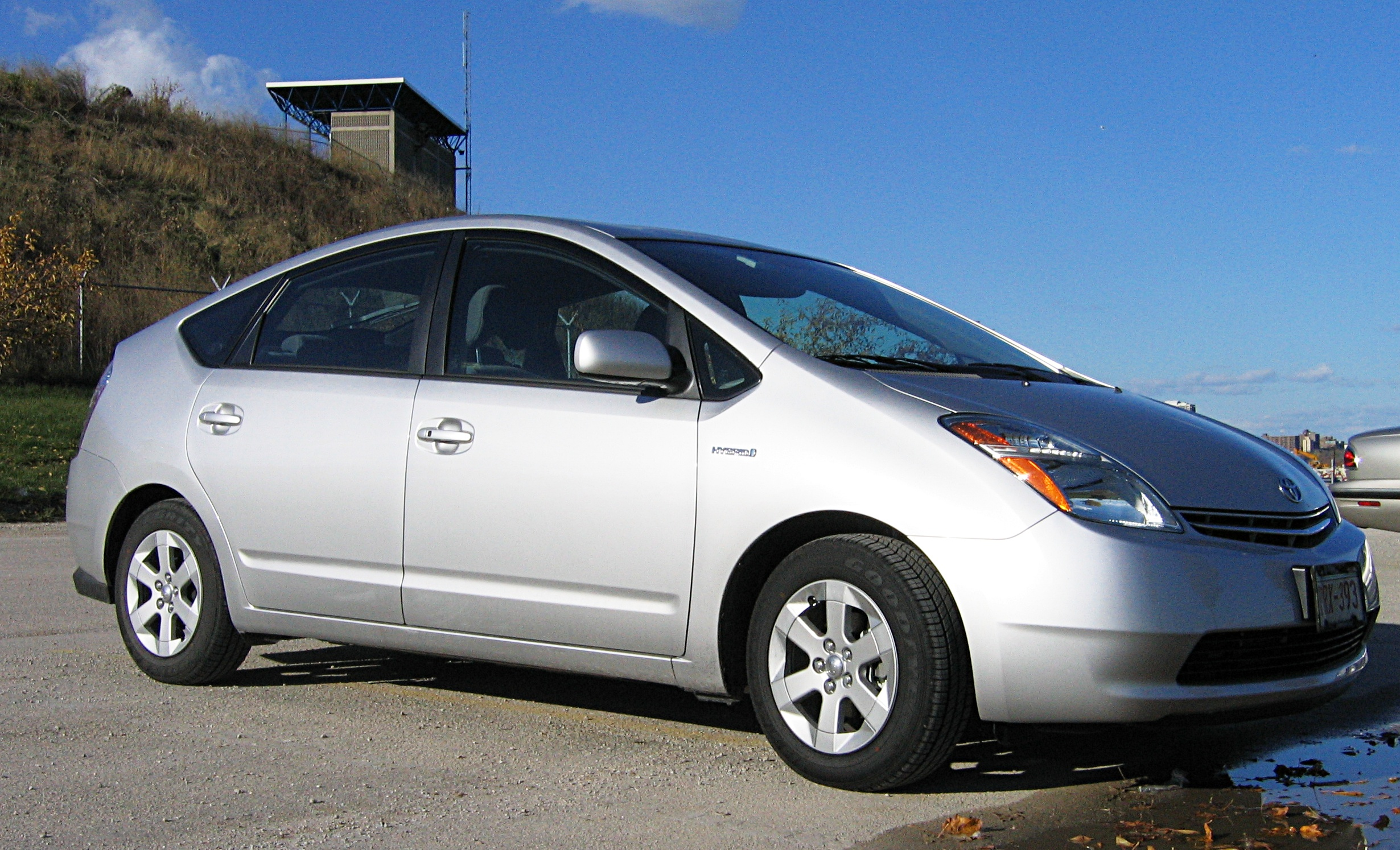
Auto van het Jaar 2005, de Toyota Prius

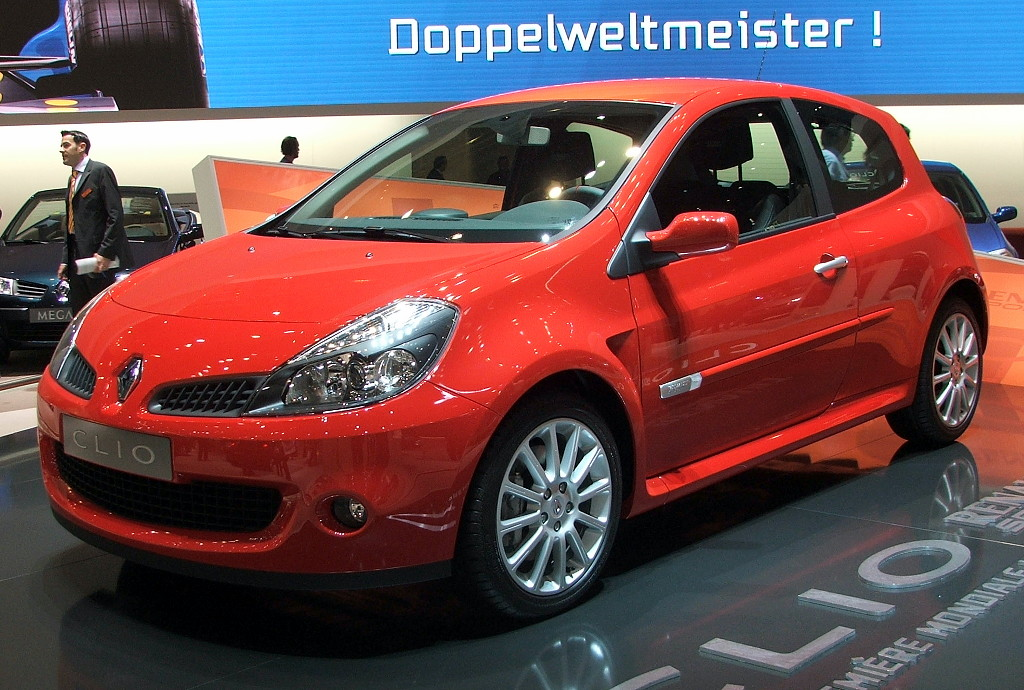
Auto van het Jaar 2006, de Renault Clio

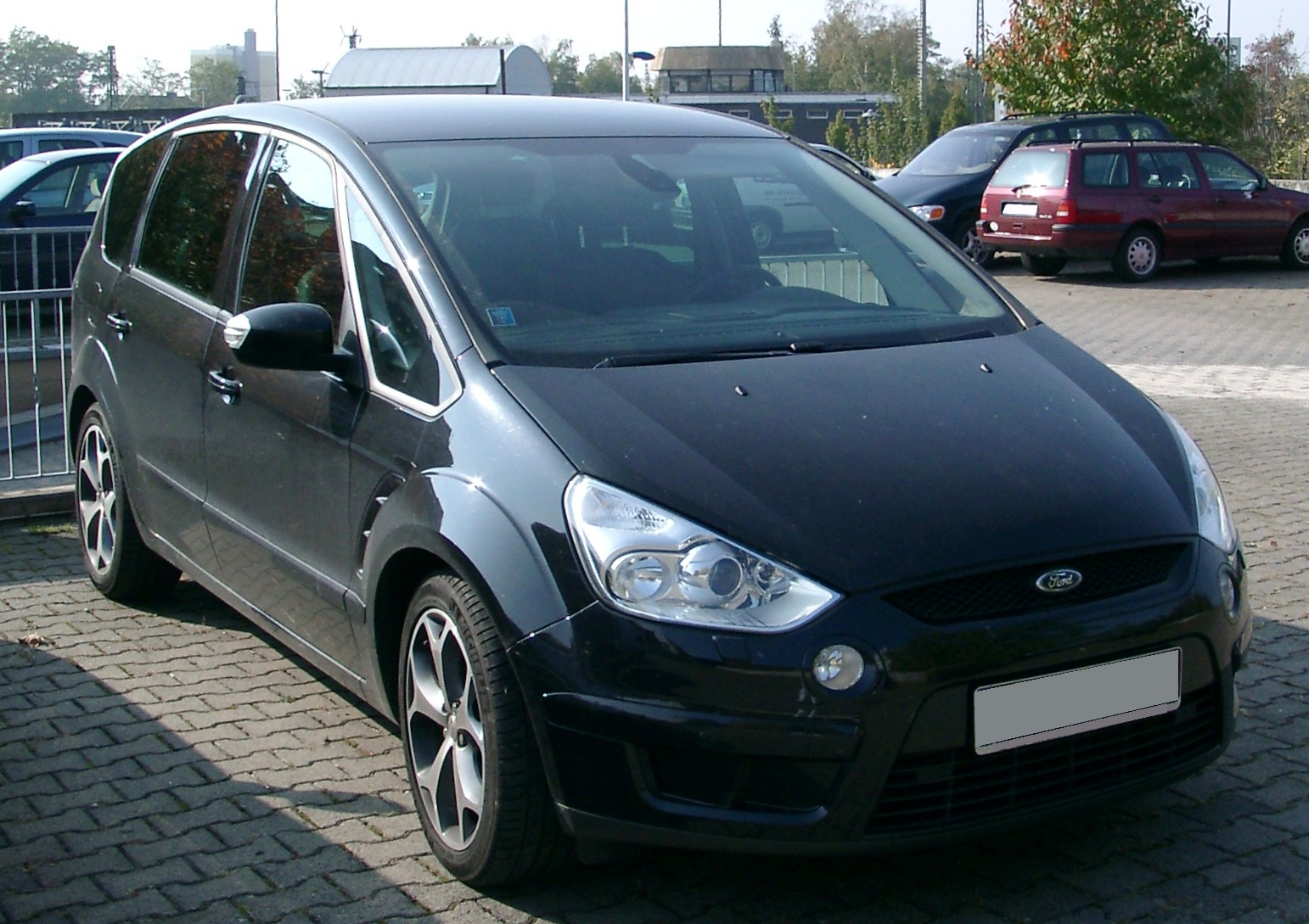
Auto van het Jaar 2007, de Ford S-MAX

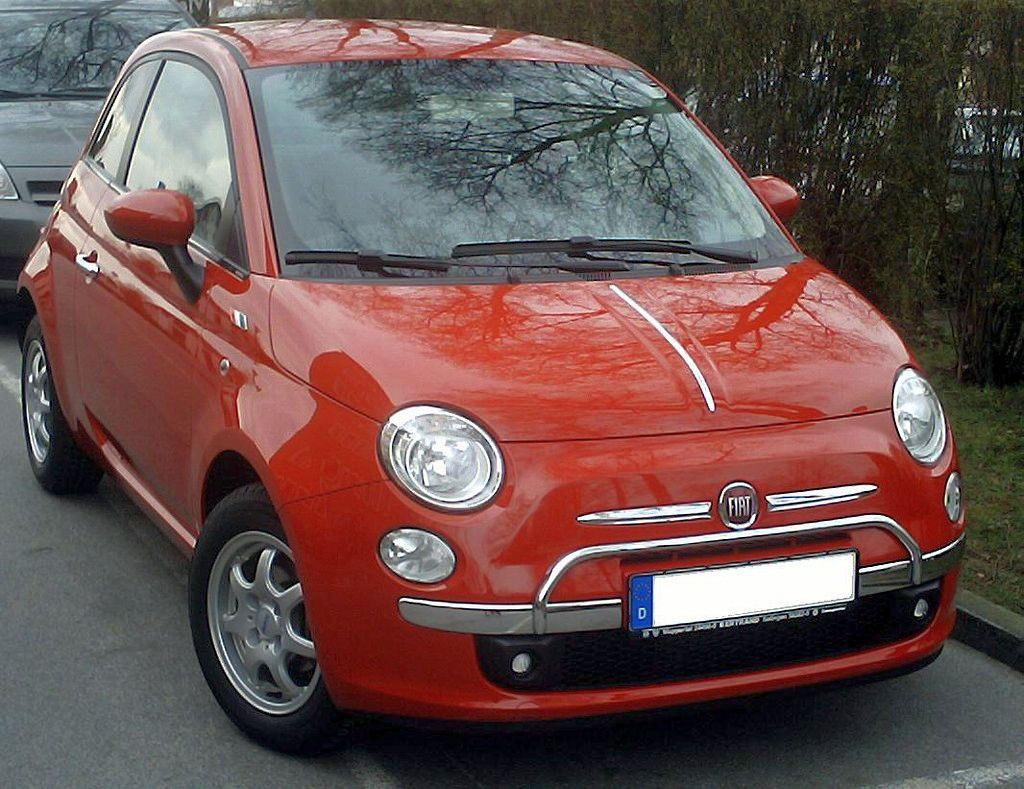
Auto van het Jaar 2008, de Fiat 500

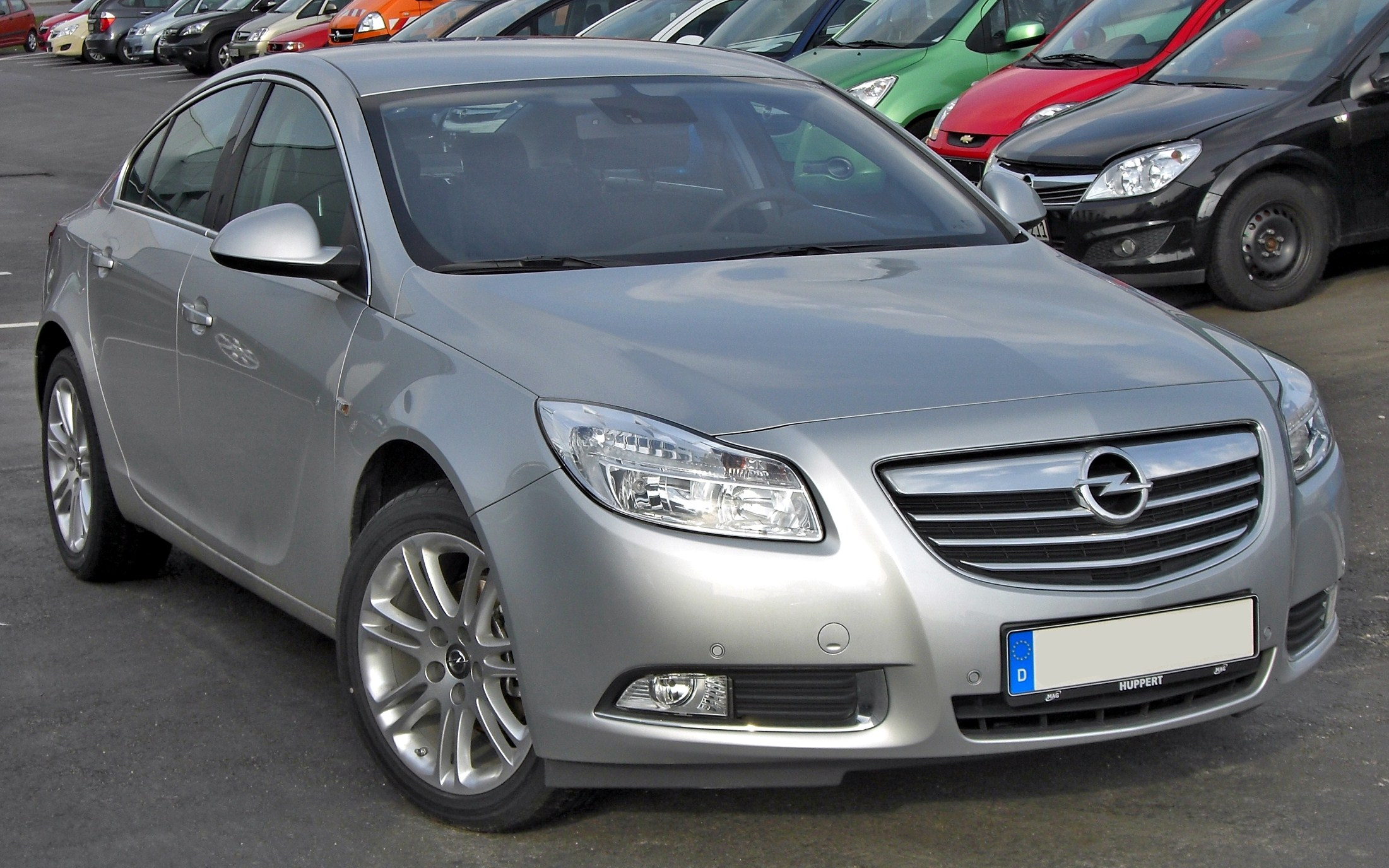
Auto van het Jaar 2009, de Opel Insignia

| Jaar | 1e                           | Pnt. | 2e                             | Pnt. | 3e                     | Pnt. |
| ---- | ---------------------------- | ---- | ------------------------------ | ---- | ---------------------- | ---- |
| 1964 | Rover 2000                   | 76   | Mercedes-Benz 600              | 64   | Hillman Imp            | 31   |
| 1965 | Austin 1800                  | 78   | Autobianchi Primula            | 51   | Ford Mustang           | 18   |
| 1966 | Renault 16                   | 98   | Rolls-Royce Silver Shadow      | 81   | Oldsmobile Toronado    | 59   |
| 1967 | Fiat 124                     | 144  | BMW 1600                       | 69   | Jensen FF              | 61   |
| 1968 | NSU Ro80                     | 197  | Fiat 125                       | 133  | Simca 1100             | 94   |
| 1969 | Peugeot 504                  | 119  | BMW 2500/2800                  | 77   | Alfa Romeo 1750        | 76   |
| 1970 | Fiat 128                     | 235  | Autobianchi A112               | 96   | Renault 12             | 79   |
| 1971 | Citroën GS                   | 233  | Volkswagen K70                 | 121  | Citroën SM             | 105  |
| 1972 | Fiat 127                     | 239  | Renault 15/17                  | 107  | Mercedes-Benz 350SL    | 96   |
| 1973 | Audi 80                      | 114  | Renault 5                      | 109  | Alfa Romeo Alfetta     | 95   |
| 1974 | Mercedes-Benz 450SE          | 115  | Fiat X1/9                      | 99   | Honda Civic            | 90   |
| 1975 | Citroën CX                   | 229  | Volkswagen Golf                | 164  | Audi 50                | 136  |
| 1976 | Simca 1307-1308              | 192  | BMW 3-serie                    | 144  | Renault 30 TS          | 107  |
| 1977 | Rover SD1                    | 157  | Audi 100                       | 138  | Ford Fiesta            | 135  |
| 1978 | Porsche 928                  | 261  | BMW 7-serie                    | 231  | Ford Granada           | 203  |
| 1979 | Chrysler-Simca Horizon       | 251  | Fiat Ritmo                     | 239  | Audi 80                | 181  |
| 1980 | Lancia Delta/Saab-Lancia 600 | 369  | Opel Kadett/Vauxhall Astra     | 301  | Peugeot 505            | 199  |
| 1981 | Ford Escort                  | 326  | Fiat Panda                     | 308  | Austin Metro           | 255  |
| 1982 | Renault 9                    | 335  | Opel Ascona/Vauxhall Cavalier  | 304  | Volkswagen Polo        | 252  |
| 1983 | Audi 100                     | 410  | Ford Sierra                    | 386  | Volvo 760              | 157  |
| 1984 | Fiat Uno                     | 346  | Peugeot 205                    | 325  | Volkswagen Golf        | 156  |
| 1985 | Opel Kadett/Vauxhall Astra   | 326  | Renault 25                     | 261  | Lancia Thema           | 191  |
| 1986 | Ford Scorpio                 | 337  | Lancia Y10                     | 291  | Mercedes-Benz 200-300E | 273  |
| 1987 | Opel Omega/Vauxhall Carlton  | 275  | Audi 80                        | 238  | BMW 7-serie            | 175  |
| 1988 | Peugeot 405                  | 464  | Citroën AX                     | 252  | Honda Prelude          | 234  |
| 1989 | Fiat Tipo                    | 356  | Opel Vectra/Vauxhall Cavalier  | 261  | Volkswagen Passat      | 194  |
| 1990 | Citroën XM                   | 390  | Mercedes-Benz SL               | 215  | Ford Fiesta            | 214  |
| 1991 | Renault Clio                 | 312  | Nissan Primera                 | 258  | Opel Calibra           | 183  |
| 1992 | Volkswagen Golf              | 276  | Opel Astra                     | 231  | Citroën ZX             | 213  |
| 1993 | Nissan Micra                 | 338  | Fiat Cinquecento               | 304  | Renault Safrane        | 244  |
| 1994 | Ford Mondeo                  | 290  | Citroën Xantia                 | 264  | Mercedes-Benz C        | 192  |
| 1995 | Fiat Punto                   | 370  | Volkswagen Polo                | 292  | Opel Omega             | 272  |
| 1996 | Fiat Bravo/Brava             | 378  | Peugeot 406                    | 363  | Audi A4                | 246  |
| 1997 | Renault Mégane Scénic        | 405  | Ford Ka                        | 293  | Volkswagen Passat      | 248  |
| 1998 | Alfa Romeo 156               | 454  | Volkswagen Golf                | 266  | Audi A6                | 265  |
| 1999 | Ford Focus                   | 444  | Opel Astra                     | 269  | Peugeot 206            | 248  |
| 2000 | Toyota Yaris                 | 344  | Fiat Multipla                  | 325  | Opel Zafira            | 265  |
| 2001 | Alfa Romeo 147               | 238  | Ford Mondeo                    | 237  | Toyota Prius           | 229  |
| 2002 | Peugeot 307                  | 286  | Renault Laguna                 | 244  | Fiat Stilo             | 243  |
| 2003 | Renault Mégane               | 322  | Mazda 6                        | 302  | Citroën C3             | 214  |
| 2004 | Fiat Panda                   | 281  | Mazda 3                        | 241  | Volkswagen Golf        | 241  |
| 2005 | Toyota Prius                 | 406  | Citroën C4                     | 267  | Ford Focus             | 228  |
| 2006 | Renault Clio                 | 256  | Volkswagen Passat              | 251  | Alfa Romeo 159         | 212  |
| 2007 | Ford S-Max                   | 235  | Opel/Vauxhall Corsa            | 233  | Citroën C4 Picasso     | 222  |
| 2008 | Fiat 500                     | 385  | Mazda 2                        | 325  | Ford Mondeo            | 202  |
| 2009 | Opel Insignia                | 321  | Ford Fiesta                    | 320  | Volkswagen Golf        | 223  |
| 2010 | Volkswagen Polo              | 347  | Toyota iQ                      | 337  | Opel Astra             | 221  |
| 2011 | Nissan Leaf                  | 257  | Alfa Romeo Giulietta           | 248  | Opel Meriva            | 244  |
| 2012 | Chevrolet Volt/Opel Ampera   | 330  | Volkswagen Up!                 | 284  | Ford Focus             | 256  |
| 2013 | Volkswagen Golf              | 414  | Subaru BRZ/Toyota GT86         | 202  | Volvo V40              | 189  |
| 2014 | Peugeot 308                  | 307  | BMW i3                         | 223  | Tesla Model S          | 216  |
| 2015 | Volkswagen Passat            | 340  | Citroën C4 Cactus              | 248  | Mercedes-Benz C-Klasse | 221  |
| 2016 | Opel Astra                   | 312  | Volvo XC90                     | 294  | Mazda MX-5             | 202  |
| 2017 | Peugeot 3008                 | 319  | Alfa Romeo Giulia              | 296  | Mercedes-Benz E-Klasse | 197  |
| 2018 | Volvo XC40                   | 325  | Seat Ibiza                     | 242  | BMW 5-serie            | 226  |
| 2019 | Jaguar I-Pace                | 250  | Alpine A110                    | 250  | Kia Ceed               | 247  |
| 2020 | Peugeot 208                  | 281  | Tesla Model 3                  | 242  | Porsche Taycan         | 222  |
| 2021 | Toyota Yaris                 | 266  | Fiat 500                       | 240  | Cupra Formentor        | 239  |
| 2022 | Kia EV6                      | 279  | Renault Mégane E-Tech Electric | 265  | Hyundai Ioniq 5        | 261  |
| 2023 | Jeep Avenger                 | 328  | VW ID. Buzz                    | 241  | Nissan Ariya           | 211  |
| 2024 | Renault Scénic               | 329  | BMW 5-serie                    | 308  | Peugeot 3008           | 197  |
| 2025 | Renault 5 / Alpine A290      | 353  | Kia EV3                        | 291  | Citroën C3/ë-C3        | 215  |

| Merk           | Overwinningen | Winnende model(len) |
| -------------- | ------------- | --- |
| Alpine         | 1             | A290 (2025) |
| Alfa Romeo     | 2             | 156 (1998), 147 (2001) |
| Audi           | 2             | 80 (1973), 100 (1983) |
| Austin         | 1             | 1800 (1965) |
| Chevrolet      | 1             | Volt (2012) |
| Chrysler/Simca | 2             | Alpine/1307-1308 (1976), Horizon (1979)                                                                                      |
| Citroën        | 3             | GS (1971), CX (1975), XM (1990)                                                                                              |
| Fiat           | 9             | 124 (1967), 128 (1970), 127 (1972), Uno (1984), Tipo (1989), Punto (1995), Fiat Bravo/Brava (1996), Panda (2004), 500 (2008) |
| Ford           | 5             | Escort (1981), Granada/Scorpio (1986), Mondeo (1994), Focus (1999), S-Max (2007)                                             |
| Jaguar         | 1             | I-Pace (2019) |
| Jeep           | 1             | Avenger (2023) |
| Kia            | 1             | EV6 (2022) |
| Lancia         | 1             | Delta (1980) |
| Mercedes-Benz  | 1             | S-Class (1974) |
| Nissan         | 2             | Micra (1993), Leaf (2011) |
| NSU            | 1             | Ro 80 (1968) |
| Opel/Vauxhall  | 5             | Kadett/Astra (1985), Omega/Carlton (1987), Insignia (2009), Ampera (2012), Astra (2016)                                      |
| Peugeot        | 6             | 504 (1969), 405 (1988), 307 (2002), 308 (2014), 3008 (2017), 208 (2020)                                                      |
| Porsche        | 1             | 928 (1978) |
| Renault        | 8             | 16 (1966), 9 (1982), Clio (1991), Mégane Scénic (1997), Mégane (2003), Clio (2006), Scénic (2024), 5 (2025)                  |
| Rover          | 2             | P6 (1964), SD1 (1977) |
| Toyota         | 3             | Yaris (2000, 2021), Prius (2005)                                                                                             |
| Volkswagen     | 4             | Golf (1992), Polo (2010), Golf (2013), Passat (2015)                                                                         |
| Volvo          | 1             | XC40 (2018) |